# 匈牙利赛道

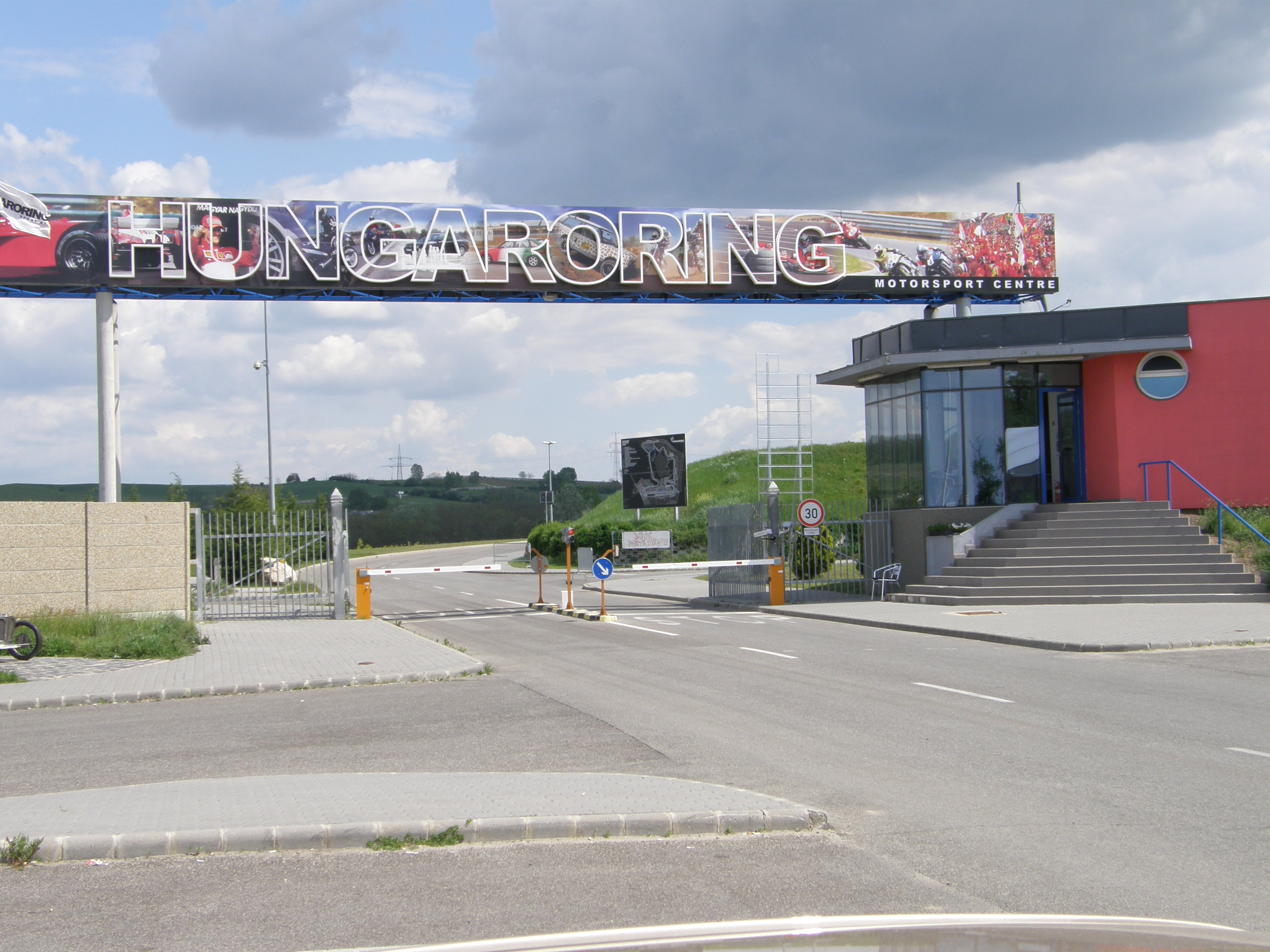
匈牙利赛道大门

匈牙利赛道，或译为亨格罗宁赛道（匈牙利語：Hungaroring），是位于匈牙利莫焦罗德的一条赛道，举办一级方程式赛车匈牙利大奖赛。1986年，铁幕另一侧的第一场一级方程式大奖赛在此地舉行。伯尼·埃克尔斯通希望在苏联办赛，但一位匈牙利朋友推荐了布达佩斯，他们想要在布达佩斯最大的公园人民公园内建造一条类似于摩纳哥赛道的街道赛道，但是政府决定在城外的一条主要高速公路附近建造一条新赛道。建设工程于1985年10月1日开始，費時8个月建成，比其他任何一条一级方程式赛道都要快。第一场比赛于1986年3月24日举行，以纪念第一位赢得摩托车大奖赛的匈牙利车手德劳帕尔·亚诺什。
根据匈牙利国家旅游局的调查，莫焦罗德在游客访问的匈牙利目的地中排名第三，僅次於多瑙大弯地区和巴拉顿湖，但在布达佩斯之前。该赛道拥有国际汽联1级执照。